# 王友同
王友同（1935年11月—），男，江苏南京人，中国生化制药专家，曾任南京生物化学制药厂总工程师、高级工程师，中国药学会理事。